# IPTV

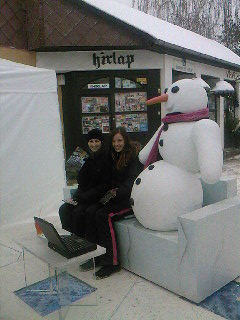
IPTV bemutató Miskolcon, a Városház téren

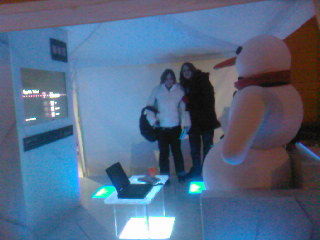
T-Home nappali Miskolcon

IPTV (Internet Protocol Television) olyan digitális televíziós műsorszolgáltatás, melyet az interneten vagy helyi hálózaton (LAN) keresztül, IP szabvány használatának segítségével nyújtanak. A technológia lehetővé teszi a kétirányú kommunikációt, így a felhasználók a hagyományos kábeltelevíziónál több szolgáltatást kaphatnak (lásd alább).
Az IPTV-t sokszor említik a Video on Demand (VoD) rendszerrel együtt. A szolgáltatók az IPTV-t úgynevezett Triple-Play csomag keretében biztosítják az előfizetők részére, amely a digitális tv-n kívül magába foglalja a széles sávú adatátviteli szolgáltatást és az internettelefont (VoIP) is. Mindezek kiegészítését a mobiltelefon szolgáltatással nevezzük Quad-Play szolgáltatásnak. Az IPTV-t általában a széles sávú internetszolgáltató biztosítja egy zárt hálózati rendszerben.
Az IPTV-t gyakran hozzák összefüggésbe az Internet TV szolgáltatással, amely a szokásos internethálózaton keresztül igénybevehető tv szolgáltatás, egyszerűbben WebTV szolgáltatás – ellentétben az IPTV-vel, amely olyan adattartalom, mely helyi számítógéphálózatokon keresztül érhető el.

## Története

Az IPTV elérhetősége világszerte (kék színnel)

1994-ben az ABC volt az első társaság, mely az interneten keresztül közvetítette az egyik televíziós műsorát a CU-SeeMe videokonferencia program segítségével.
1998-ban az internetrádiózással foglalkozó AudioNet elindította az első élőben közvetített adását.
Korábban ez a technológia a szélessáv hiánya miatt nem volt elérhető. Azonban az IPTV gyors fejlődésének köszönhetően, ez a szolgáltatás már jelenleg is több, mint 100 millió háztartásban található meg világszerte. A legtöbb telekommunikációs szolgáltató potenciális lehetőségként tekint az IPTV-re és versenytársat jelent sok szokványos kábeltelevíziós szolgáltatónak.
Magyarországon 2010. június 11-én a Magyar Telekom bejelentette, hogy a világon elsőként vezet be IPTV szolgáltatást kábeltévés hálózaton a T-Home márkája keretén belül.

## Főbb jellemzői
Az IPTV szolgáltatást jellemzően kétfajta csomagban nyújtják a szolgáltatók. Az egyiket, mint „ingyenesen” az úgynevezett Triple-Play csomag keretében, a másikat pedig, mint egy önálló szolgáltatásként is igénybe vehető csomagot. 2006 júniusától világszerte több, mint 1300 IPTV csatorna volt elérhető. A televíziózás ezen ága rohamos gyorsasággal fejlődik a világon, így a televíziós műsorszolgáltatók is egyre inkább arra törekszenek, hogy adásaik az interneten is elérhetővé váljanak. Az IPTV szolgáltatás igénybevételének feltétele széles sávú internethozzáférés és az IPTV-n keresztül elérhető média megtekintésére alkalmas berendezés, mint például számítógép, iPod, HDTV vagy akár egy 3G-alapú mobiltelefon.
2005 decemberétől indult az első független IPTV szolgáltató mariposaHD néven, mely HDTV formátumban nyújtotta adásait. Az Egyesült Államokban számos internetes oldal hirdet ingyenesen elérhető csatornákat, melyek olyan népszerű filmeket adnak, mint például Eltűntek és a Született feleségek, amely azt jelzi, hogy az IPTV egyre inkább előtérbe kerül.
Mivel az IPTV a szokásos hálózati protokollt használja, költséghatékonnyá teszi a szolgáltatás nyújtását mind a szolgáltatók, mind az előfizetők számára. A set-top-box és a szélessávú internet használatával a televíziózás sokkal hatékonyabban és jobb minőségben valósul meg, mint a koax kábelen keresztül. Ennek érdekében az internetszolgáltatók arra törekszenek, hogy hálózataikat a HDTV vételére alkalmassá tegyék.
Jelenleg az IPTV konkurenciái a földfelszíni sugárzású, a műholdas valamint a kábeltelevíziós adások.

## Technológiák
Az IPTV alkalmazza mind a multicast és mind a Video on Demand (VoD) technológiát. Az IPTV-n keresztüli média lejátszásához a tv-hez kapcsolt számítógép vagy set-top-box szükséges. A média tartalmak általában MPEG2 vagy MPEG4 tömörítéssel kerülnek továbbításra IP Multicast vagy IP Unicast technológia segítségével. Az IP Multicast technológia használatával az adatok egyszerre több számítógépre is továbbíthatók egy időben. A legújabb kódolási mód az MPEG4, ami az MPEG2 tömörítési eljárást váltja fel. Fontos megjegyezni, hogy az IPTV szolgáltatás igénybe vételének feltétele a szélessávú internet megléte. Azonban ez nem azonos a Magyarországon jelenleg hivatalosan az NMHH által megállapított szélessáv alsó határával, ami 512 kbit/s. A HDTV2 fogadására alkalmas sávszélesség alsó határa legalább 1-1,5 Mbit/s, az MPEG-4 adások vételére ennél több szükségeltetik. A legújabb (MPEG-4) kódoló a H.264 videokódolási szabványon alapul.
A szabványos IPTV rendszerek a következő protokollokat használják:
- Internet Group Management Protocol (IGMP) a multicasting megoldásokhoz,
- Real Time Streaming Protocol (RTSP) a Video on demand használatához.

## Előnyei
A hagyományos tv szolgáltatástól eltérően számtalan előnye van, mely egy újfajta televíziózási élményt nyújt a nézőknek.
- interaktív műsorszolgáltatás: Az összekapcsolt IP hálózaton keresztül lényegesen több szolgáltatás szélesebb tartalommal érhető el. A szokványos tv vagy műholdas sugárzású hálózatok esetén minden előfizető részére megszakítás nélkül, ugyanolyan technológiával biztosítják a műsorszolgáltatást. Az IPTV esetén már interaktív szolgáltatásról beszélünk, ahol az előfizetők egyedileg határozhatják meg az általuk igénybe venni kívánt szolgáltatásokat. Ezek az IP hálózatok működésükben eltérnek. Az itt szolgáltatott tartalmak a hálózaton belül maradnak és csak az előfizető számára kiválasztott tartalmat továbbítják. Tehát az IP hálózaton keresztül igénybe vehető szolgáltatásoknak csak az előfizető igényei szabhatnak korlátot.Az interaktív műsorszolgáltatás előnye, hogy lehetővé teszi a műsorok és kapcsolódó szolgáltatások csoportosítását különböző feltételek alapján, mint például cím, szereplők neve, elérhető funkciók az adás alatt, vagy akár a tartalom leírását is.
- HD minőség lehetséges.
- Nincs időhöz kötve a műsor nézése (megállítható, visszacsévélhető, újraindítható adás).
- Elektronikus műsorújság, gyerekzár (korhatárbeállítási lehetőség: ha a 18-as karika ki van téve, letiltja az adást), nyelvválasztás (sugárzótól függően).
- Kártyafüggetlen a műholdas TV-vel szemben.
- Kép a képben funkció (mindkét kép rögzíthető).

## Interaktivitás
Az IPTV sokkal hatékonyabbá teszi a televíziózási szokásokat, ami az interaktivitásban és a személyre szabhatóságban valósul meg. Ilyenek például a műsorok alatt rendelkezésre álló kiegészítő információk. Egy futballmérkőzés alatt megtekinthetünk egy adott játékosról információkat vagy akár más szögből nézhetjük meg a jeles pillanatokat. Továbbá a számítógépeken tárolt fényképeket nézhetjük meg vagy hallgathatunk zenét a tv-n keresztül. Telefonunk segítségével beállíthatjuk a gyakran nézett csatornáinkat vagy rögzíthetjük kedvenc sorozatainkat, de elvégezhetjük akár a biztonsági funkciók kezelését is (például gyermekzár).

## Video on Demand
A Video on Demand lehetővé teszi, hogy az előfizetők online katalógust böngésszenek, kiválasszák a számukra megfelelő filmet, amely akár azonnal lejátszható az előfizető számítógépén vagy televízióján.
Technikailag az előfizetők a filmeket úgynevezett point-to-point unicast technológia segítségével érik el a dekóder set-top-box vagy PC és a központi adattovábbító szerver között. A VoD segítségével lehetőség nyílik az adott film lejátszásának pillanatnyi megállítására, az egyes filmrészletek átugrására stb. a RTSP alkalmazásával.
A leggyakoribb kódolási eljárás a VoD esetén az MPEG-2, MPEG-4 és a VC-1.
A szerzői jog maximális fenntartása érdekében a VoD tartalmakat, kódolva továbbítják.

## Tömörítési módja
Az IPTV sokkal hatékonyabb tömörítési eljárást alkalmaz, mint a digitális televíziós adattovábbítás esetén, melynek eredménye a sokkal kisebb továbbítandó fájlméret lényegesen jobb minőségben.

## Triple-Play
A hagyományos televíziós adások rézkábelen vagy antenna segítségével foghatók. A telefon használatára is többnyire a „régi öreg” telefonkábelhálózatot használják. Az internet pedig az előbb említett két hálózat valamelyikén érhető el. Mind a kábeltelevíziós szolgáltatók és mind az egyéb telekommunikációs szolgáltatók egyre inkább arra törekednek, hogy az előbb említett három szolgáltatást együtt kínálják. A Triple-Play tulajdonképpen egy elnevezés, melyet a szolgáltatók használnak a három szolgáltatás (telefon, adat és egyirányú videojel-továbbítás, azaz a szokásos televíziós szolgáltatás) összefogására.
A Triple-Play szolgáltatás során nem szükséges az internet protokoll használata mind a telefon- és a televíziós szolgáltatás esetén, hanem mindezen szolgáltatások működhetnek úgymond analóg módon is.
A Quadruple-Play a Triple-Play kiegészítése, amely magába foglalja a mobil technológia alkalmazását is, mint az előfizetők részére nyújtott csomag egyik része.

## IPTV-alapú kiegészítő szolgáltatások
További előnye az IP-alapú hálózatnak, hogy lehetővé teszi az átjárhatóságot és a beilleszthetőséget más szolgáltatásokhoz, ami az alapszolgáltatás hozzáadott értékét növeli. Ilyen megoldások például a képernyőn keresztüli intelligens telefonszolgáltatások. Az IP-alapú szolgáltatások lehetővé teszik az előfizetők részére hogy a nap minden idejében a szolgáltatásokat elérjék a televízió, a számítógép vagy akár a mobiltelefon segítségével vagy ezek segítségével a szolgáltatásokat összekapcsolják. Az IPTV használata során nem szükséges egyszerre több technológiai megoldást párhuzamosan használnunk az élő és a tárolt videóanyagok elérésére.

## Hátrányok
- Miután az IPTV az Internet Protokollt használja, így a szolgáltatás igen érzékeny az internetszolgáltatás minőségére, többek között a csomagveszteségre és a késleltetésre. Amennyiben ezek nem biztosíthatók a megfelelő minőségben, úgy a szolgáltatás sem nyújtható a megfelelő színvonalon. (Esetleges képzavarok, alapzaj.)
- A set-top-box-szal egyetlen adás nézhető csak, függetlenül a csatlakoztatott tévékészülékek számától.

## IPTV-szolgáltatók Magyarországon
- INTV
- Telekom
- Invitel
- Vodafone
- IP-Park